# اریک دا ره
اریک دا ره (انگلیسی: Eric Da Re؛ زادهٔ ۳ مارس ۱۹۶۵) یک هنرپیشه اهل ایالات متحده آمریکا است.
از فیلم‌ها یا برنامه‌های تلویزیونی که وی در آن نقش داشته است می‌توان به توئین پیکس: با من بر آتش برو اشاره کرد.